# Zwarte erebia
De zwarte erebia (Erebia melas) is een vlinder uit de onderfamilie Satyrinae, de zandoogjes en erebia's.
De zwarte erebia komt in Zuidoost-Europa op rotsige hellingen op 900 tot 2800 meter boven zeeniveau, maar meestal boven 1500 meter.
Als waardplant wordt genaald schapengras (Festuca ovina) gebruikt, misschien ook andere grassoorten. De rups overwintert. De vliegtijd is van juli tot september.